# Rudolf Höhnl
Rudolf Höhnl, född 21 april 1946 i Pernink i distriktet Karlovy Vary, är en tjeckisk tidigare backhoppare som tävlade för dåvarande Tjeckoslovakien.

## Karriär
Rudolf Höhnl deltog i tysk-österrikiska backhopparveckan från 1965 till 1976. Han vann en deltävling i backhopparveckan, i Bischofshofen 6 januari 1973. Tillsammans hade han 6 placeringar bland de tio bästa i deltävlingar. Som bäst blev han nummer 5 totalt i backhopparveckan 1970/1971.
Höhnl deltog i tre Skid-VM, 1966, 1970 och 1974. Under Skid-VM 1970 i Vysoké Tatry på hemmaplan i det dåvarande Tjeckoslovakien blev Höhnl nummer fyra i normalbacken, 7,2 poäng efter segrande Garij Napalkov från Sovjetunionen. Höhnl var 1,2 poäng från att vinna bronsmedaljen. I Skid-VM 1974 i Falun i Sverige lyckades Höhnl vinna en bronsmedalj i stora backen efter östtyskarna Hans-Georg Aschenbach och Heinz Wosipiwo.
Rudolf Höhnl startade i världsmästerskapen i skidflygning 1973 i Heini Klopfer-backen (tyska: Heini-Klopfer-Skiflugschanze) i Oberstdorf. Höhnl blev nummer 5 i tävlingen. Hans-Georg Aschenbach från DDR vann tävlingen endast 0,5 poäng före Walter Steiner från Schweiz. Höhnl var 16,0 poäng från bronsmedaljen.
Rudolf Höhnl vann Die Springertournee der Freundschaft (en backhoppstävling uteslutande för backhoppare från östblocket och som arrangerades från 1965 till 1984) 1971.
Höhnl avslutade den aktiva backhoppningskarriären 1976.

## Senare karriär
Efter avslutad aktiv idrottskarriär har Rudolf Höhnl verkad som backhoppstränare i Tjeckien och Schweiz. Han har varit tränare för bland andra fyrfaldige olympiske mästaren Simon Ammann från Schweiz och tjeckiska backhopparen Pavel Ploc. Han har även verkad som stildomare i backhoppstävlingar.